# Форест Гамп
Форест Гамп (енгл. Forrest Gump) амерички је драмедијски филм из 1994. године у режији Роберта Земекиса, по сценарију Ерика Рота. Темељи се на истоименом роману Винстона Грума. Глумачку поставу предводи Том Хенкс, Робин Рајт, Гари Синис, Мајкелти Вилијамсон и Сали Филд. Прича приказује неколико деценија живота Фореста Гампа (Хенкс), успореног и доброг човека из Алабаме који је сведок и несвесно утиче на неколико кључних историјских догађаја у САД 20. века. Филм се значајно разликује од романа Винстона Грума.
Снимање се одвијало између августа и децембра 1993. године, већином у Џорџији, Северној Каролини и Јужној Каролини. Визуелни ефекти су коришћени како би приказали Хенкса у архивираним снимцима, као и да би се развиле друге сцене. Саундтрек садржи песме које одражавају различите периоде приказане у филму.
Приказиван је од 6. јула 1994. године у САД. Позитивне критике добиле су Земекисова режија, глума (нарочито Хенкса и Синса), визуелни ефекти, музика и сценарио. Постигао је огроман комерцијални успех; постао је филм са највећом зарадом у Америци те године, зарадивши преко 678,2 милиона долара широм света током приказивања у биоскопима, што га чини другим филмом са највећом зарадом из 1994, иза филма Краљ лавова. Саундтрек је продат у преко 12 милиона примерака. Форест Гамп освојио је шест Оскара: најбољи филм, најбољег редитеља, најбољег глумца за Хенкса, најбољи адаптирани сценарио, најбоље визуелне ефекте и најбољу монтажу. Номинован је за бројне друге награде, као што је Златни глобус, БАФТА и награде Удружења филмских глумаца.
Протагониста и политички симболизам филма су различите интерпретације. Године 2011. Конгресна библиотека одабрала је филм за чување у Националном филмском регистру САД збоф „културног, историјског и естетског значаја”.

## Радња
Филм почиње када перо падне на ногу Фореста Гампа који седи на аутобуској станици у америчком граду Савана, Џорџија. Форест узима перо и ставља га у књигу, почевши да прича причу о свом животу, жени која седи поред њега. Његови слушаоци на аутобуској станици се мењају кроз филм сваки реагујући на свој начин. Његова прича почиње од објашњења да је добио име по свом рођаку Нејтану Бедфорду Форесту, и даље наставља да прича о протезама за ноге које је морао да носи као дечак током 1950-их, због чега су га друга деца задиркивала. Форест живи са својом мајком (Сали Филд), која му говори да је "глупан онај који ради глупости." Форест је много тога о животу научио од мајке. Често понавља њене омиљене изреке: „Живот је као бомбоњера, никад не знаш шта ћеш извући.“ Његова мајка издаје собе и Форест показује плес куковима једном њиховом госту, младом Елвису Преслију (Питер Добсон). Првог дана школе, у школском аутобусу, Форест упознаје Џени, у коју се одмах заљубљује и њих двоје постају најбољи пријатељи. Једног дана док је бежао од силеџија, Форестове ножне протезе се ломе и он открива да може врло брзо да трчи. Упркос својој испод-просечној интелигенцији, његова брзина му доноси спортску стипендију на Универзитету Алабаме. Док је студирао на колеџу, био је сведок стајању на вратима школе Џорџа Воласа, изабран је у најбољи колеџ тим америчког фудбала и упознаје председника Џона Кенедија.
После дипломирања, Форест је регрутован у Армију САД, где се спријатељује са бившим ловцем на шкампе Бенџамином Бјуфордом „Бабом“ Блуом (Микелти Вилијамсон) и њих двојица праве план да започну бављењем ловом на шкампе када одслуже војни рок. Њих двојица су послати у Вијетнам и док су били у патроли њихов вод је упао у заседу. Форест спасава четворицу војника из свог вода, укључујући поручника Дена Тејлора (Гари Синиз), али Баба је убијен. И Форест је рањен и у болници наилази на поручника Дена, коме су обе ноге одсечене због рана. Тејлор је љут Фореста што је због њега остао богаљ и избегао своју судбину да погине у рату. Док се опоравља од повреда, Форест открива своју склоност ка стоном тенису и почиње да игра стони тенис репрезентацију америчке армије војску. После окончања рока у Вијетнаму, Форест добија Медаљу части од председника Линдона Џонсона. После пријема грешком је одвучен на антиратни протест, где наилази са Џени, која је постала антиратна активисткиња и саборац Црних пантера.
Форест игра стони тенис против кинеских играча на турнеји добре воље. Посећује Белу кућу и упознаје председника Ричарда Никсона, који му резервише собу у хотелу Вотергејт, где Форест ненамерно помаже у разоткривању афере Вотергејт. Форест поново наилази на поручника Дена, сада разочараног пијанца који живи од социјалне помоћи. Дан са презиром гледа на Форестов посао да уђе у посао са шкампима и подругљиво му обећава да ће постати Форестов први бродски официр ако икада успе у послу.
Форест је пуштен из војске и сада користи новац зарађен рекламама за стонотениску опрему да купи брод за лов на шкампе, чиме испуњава своје обећање дато Баби. Поручник Ден испуњава своје обећање и придружује се Форесту као први официр. У почетку су лоше среће, али након што ураган Кармен насука све остале бродове за лов на шкампе у региону, компанија Баба Гамп постаје велик успех. Форест се враћа кући да се брине о болесној мајци која умире убрзо. Компанију оставља Дену, који инвестира добит компаније у деонице Епла, чиме се обојица богате.
Неколико година након завршетка рата Форест проси Џени. Она га одбија. Касније те вечери они воде љубав. Ујутру се Форест буди и Џени више није са њим. Да би некако изашао на крај са својом тугом Форест трчи преко целе Америке, три и по године.
Након завршетка трчања сцена се враћа на почетак филма где Форест 30. марта 1981. чека аутобус на станици. Примио је писмо од Џени која га је видела на телевизији, и жели да је посети. Форест показује писмо старијој госпођи која је слушала његову причу и она му каже да је та адреса само неколико улица далеко. Он јој се захваљује и одмах почиње да трчи. Кад је стигао до Џени она му показује сина који се зове Форест и каже да је име добио по оцу. У почетку он мисли да је то дете неког другог човека. Она такође каже да болује од вируса (АИДС). Након тога они се заједно селе у место Гринбоу у Алабами, и ту се Форест и Џени коначно венчавају. Међутим њихов брак је трајао кратко зато што је Џени умрла „на суботње јутро“ како је то рекао Форест. На њеном гробу је написан датум њене смрти 22. март 1982.
Филм се завршава тако што Форест прати свог сина на школски аутобус, где једно другом говоре да се воле. Перо из Форестове књиге односи ветар у небо и тако се завршава филм.

## Улоге
| Глумац              | Улога                                    |
| ------------------- | ---------------------------------------- |
| Том Хенкс           | Форест Гамп                              |
| Робин Рајт          | Џени Куран Гамп                          |
| Гари Синиз          | Поручник Ден Тејлор                      |
| Мајкелти Вилијамсон | Бенџамин Бафорд „Баба“ Блу               |
| Сали Филд           | Форестова мајка                          |
| Мајкл Конел Хамфриз | Млади Форест Гамп                        |
| Хана Р. Хол         | Млада Џени Куран                         |
| Хејли Џоел Озмент   | Форест Гамп јуниор                       |
| Сем Андерсон        | директор школе Хенкок                    |
| Џефри Блејк         | Весли                                    |
| Питер Добсон        | Елвис Пресли                             |
| Шивон Фалон         | Дороти Харис, возачица школског аутобуса |
| Осмар Оливо         | наредник                                 |
| Брет Рајс           | Тренер у средњој школи                   |
| Сони Шројер         | Тренер Пол „Медвед“ Брајант              |
| Курт Расел          | Глас Елвиса Преслија                     |

## Познате личности у филму
- Елвис Пресли, амерички певач
- Џорџ Волас, амерички политичар
- Џон Кенеди, председник САД
- Линдон Џонсон, председник САД
- Ричард Никсон, председник САД
- Џон Ленон, британски певач, члан Битлса
- Џорџ Х. В. Буш, председник САД

## Награде
- 3 Златна глобуса (најбољи филм, режија, главни глумац Том Хенкс) и 4 номинације (најбољи сценарио, музика, споредни глумац Гари Синиз, споредна глумица Робин Рајт).
- 6 Оскарa (најбољи филм, режија, адаптирани сценарио, главни глумац Том Хенкс, специјални ефекти, монтажа) и 7 номинација (најбољи споредни глумац Гари Синиз, фотографија, шминка, музика, монтажа звука, звучни ефекти, сценографија ).
- Награда BAFTA (најбољи специјални ефекти) i 7 номинација.
- Награда Сатурн за најбољи фантастични филм, најбољег споредног глумца (филм).